# 컨템포러리 히트 라디오
컨템포러리 히트 라디오(영어: Contemporary Hit Radio)는 미국, 브라질, 영국, 아일랜드, 캐나다, 뉴질랜드, 호주, 필리핀, 인도네시아, 말레이시아, 싱가포르, 중국, 홍콩, 대만, 일본, 대한민국, 트리니다드 토바고, 남아프리카 공화국 등의 국가에서 흔히 볼 수 있는 라디오 포맷으로, 40위권 음악 차트에 초점을 맞추어 있다는 것이 특징이다. CHR, 컨템포러리 히츠, 히트 리스트, 히트 뮤직, 톱 40, 팝 라디오 등의 이름으로 불리기도 한다. 대한민국에서는 KBS 제2FM, SBS 파워FM 등이 있으며, 이외에도 유명한 컨템포러리 히트 라디오는 BBC 라디오 1, J-WAVE 등이 있다.